# قشلاق حاجي أبيش حاج رحيم (مقاطعة بيله سوار)
قشلاق حاجي أبیش حاج رحیم (بالفارسية: قشلاق حاجی ابیش حاج رحیم) هي منطقة سكنية تقع في إيران في أردبيل. يقدر عدد سكانها بـ 27 نسمة .